# Wed (weg)
Een wed is een bepaalde schuin oplopende weg aan een waterweg. Ook werd er wel een doorwaadbare plaats (voorde) mee aangeduid of een plaats waar het vee kon drinken uit de rivier.

## Oplopende weg

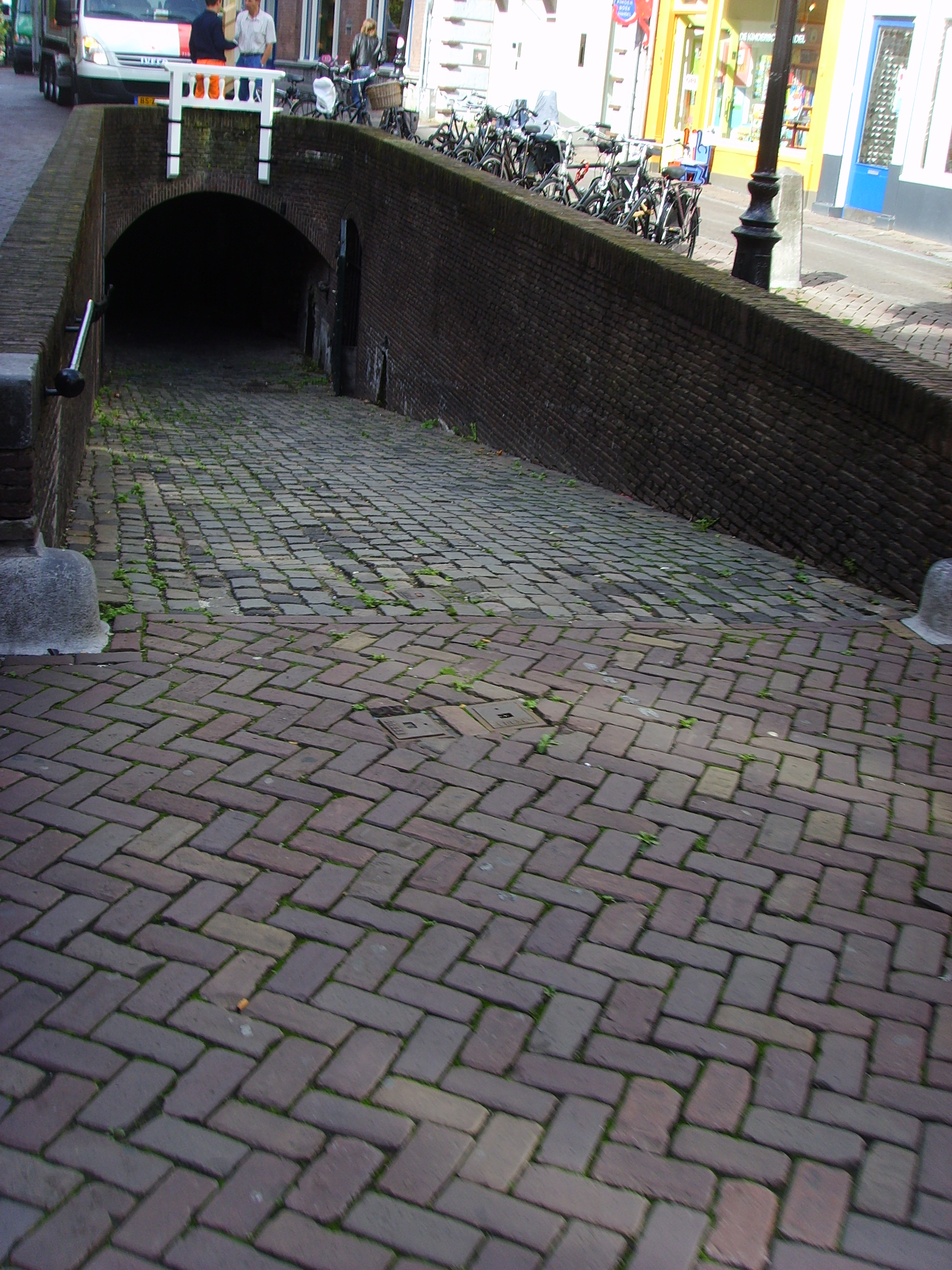
Overkluisd wed aan de Utrechtse Ganzenmarkt naar de Oudegracht.

Een wed werd in de Nederlandse stad Utrecht toegepast als taludachtige weg tussen de werf aan de waterkant en de bovengelegen straat. Goederen die uit schepen werden geladen, konden via een wed met paarden en karren naar hun bestemming op het land worden gebracht. Veel wedden in die stad zijn inmiddels verdwenen. Aan de Ganzenmarkt bevindt zich nog een wed en een straatnaam ter hoogte van de Donkere Gaard herinnert nog aan wedden die daar lagen. De Nauwe Watersteeg loopt vanaf de hogere Twijnstraat tot aan de Oudegracht zonder traptreden, welke de Wijde Watersteeg juist wel heeft vlak bij de aansluiting op Twijnstraat aan de Werf.